# Grambach
Grambach là một đô thị thuộc huyện Graz-Umgebung bang Steiermark, nước Áo. Đô thị Grambach có diện tích 6,94 km², dân số thời điểm cuối năm 2008 là 1512 người.